# Kipčaki
Kipčaki  (kitajsko  高車, pinjin Gāochē, W.-G. Kao-che, tudi Gaogüy ali Kao-kü) ali Polovci (rusko Половцы, Polovci,  ljudstvo iz stepe) so bili turško nomadsko ljudstvo in konfederacija, ki so v srednjem veku naseljevali del evrazijske stepe. Prvič so bilo omenjeni v 8. stoletju kot del Turškega kaganata. Naseljeni so bili verjetno v altajski regiji, od koder so se v naslednjih stoletjih razširili najprej kot del Kimeškega kanata in kasneje kot del konfederacije s Kumani. Skupine Kipčakov so bila naseljene v pontsko-kaspijskih stepah, porečju Sir Darje in delu Sibirije. Kumansko-kipčaško konfederacijo so v zgodnjem 13. stoletju podjarmili Mongoli.

## Terminologija
Kipčaki za svoje ime pravijo, da pomeni votlo drevo. Po njihovem mnenju je človeški prednik v votlem drevesu rodil svojega sina. Németh poudarja, da je sibirski izraz kipčak – jezen,  vzkipljiv, potrjen samo  v sibirskem sagajskem narečju. Klyashtorny povezuje izraz kipčak z izrazoma kovi, kovuk – nesrečen, nesrečnik, medtem ko Golden meni, da se bolj ujema z izrazom kıv  - sreča s pridevniško pripono –čāk. Golden ob tem ugotavlja, da oblika in etimologija etnonoma ostajata sporna in predmet špekulacij.
Njihovo prečrkovano ime se priložnostno  pojavlja tudi v drugih jezikih, v arabskem kot  قفجاق, Qifjāq, perzijskem kot قبچاق‎, Qabčāq/Qabcâq, gruzinskem kot ყივჩაყები,  q’ivchaq’ebi, turškem kot Kıpçak, Kipčak, krimski tatarščini kot Kıpçak, Kipčak, karačaj-balkarščini kot Къыпчакъ, Qıpçaq, uzbeščini kot Qipchoq, ujgurščini kot قىپچاق‎, Kipčak, kazaščini kot Қыпшақ, Kipšak, kumiščini kot Къыпчакъ, Kipčak, kirgiščini kot Кыпчак, Kipčak in kitajščini kot 欽察/钦察, Kopceak.

## Antropologija
V Kipčaški stepi so se od 11. do 13. stoletja dogajale zapletene etnične asimilacije in konsolidacije. Zahodna kipčaška plemena so asimilirala ljudstva oguškega, pečeneškega, starega baškirskega, bolgarskega in drugega porekla, vzhodna kipčaška plemena pa so se združila z oguško-kimenskimi, karluškimi, karakitajskimi in drugimi plemeni. Vsi so se identificirali z etnonimom Kipčak.
Po mnenju ukrajinskih antropologov so imeli Kipčaki kavkaške in mongolske rasne značilnosti: širok raven obraz in štrleč nos. Pri večini Kipčakov, ki so se v prvi polovici 12. stoletja naselili v Gruziji, so prevladovale kavkaške značilnosti z nekaj mongolskimi primesmi, ker so se jim takrat že pridružili Kumani. Med turško ekspanzijo so se preselili v Sibirijo in Zavolžje.

## Zgodovina
Kipčaki so prvič omenjeni na napisu Mojun Hur iz 8. stoletja kot Turk-Kibčak, ki so v  Turškem kaganatu živeli  petdeset let. Kot Kipčake bi morda lahko opredelili tudi ljudstvo, ki je v kitajskih virih omenjeno kot Čueh-Jueh-Ših (厥越失, pinyin juéyuèshī)  ali, po Klyashtornyju,  Sir v Orhonskih napisih (v kitajskih virih 薛延陀, pinjin juéyuèshī). Povezave med Kipčaki in Kumani so nejasne.
V Turškem kaganatu so bili najverjetneje naseljeni v Altajski regiji. Po propadu kaganata so postali del Kimeške plemenske zveze, v kateri so se razširili v porečja Irtiša, Išima in Tobola. V tem obdobju so se pojavili tudi v  islamskih virih. Ibn Hordabeh (9. stoletje) omenja, da so avtonomni znotraj Kimeške plemenske zveze. V plemensko zvezo so vstopili v 8. ali na začetku 9. stoletja kot eno od sedmih izvirnih plemen. Hudud al-'Alam (10. stoletje) pravi, da je Kimek imenoval kipčaškega kralja. Kimeško-kipčaška plemenska zveza se je verjetno razširila s selitvijo Kipčakov na oguško ozemlje. Kipčaško mestno središče je postal Signak v porečju Sir Darje. Manjšina Kipčakov je ostala v Sibiriji, glavnina pa se je preselila proti zahodu. Posledično so nastale tri skupine Kipčakov:
- Kipčaki v Pontsko-kaspijski stepi
- Kipčaki v porečju Sir Darje, povezani s Horezemskim cesarstvom
- Kipčaki v Sibiriji, ki so kasneje tvorili Sibirske Tatare

V zgodnjem 11. stoletju so se dogajale masovne selitve turških nomadov proti islamskemu svetu. Prvi  valovi so dokumentirani v  Karakanidskem kanatu leta 1017-1018. Ali so Kumani podjarmili Kipčake ali so bili samo voditelji kipčaško-turških plemen, ni znano. V 12. stoletju sta nastali ločeni kipčaški in kumanski plemenski zvezi.
Mongoli so Kipčakom omenjali podobnost njihovega jezika in kulture z mongolsko in jih prepričali, da so zapustili Alane, in nato premagali Alane. Pod kanom Kotjanom so Kipčaki pobegnili  Veliko kijevsko kneževino  (Rutenija) in sklenili nekaj dinastičnih porok. Ena od njih je bila poroka  Kotjanove hčerke z Mstislavom Mstislavičem Gališkim. Ruteni in Kipčaki so sklenili protimongolsko koalicijo, ki je bila v vojni z Mongoli poražena.
Ko so Mongoli leta 1236 prečili Volgo, so bili njihova glavna tarča ravno Kipčaki. Večina poraženih Kipčakov je vstopila mongolsko službo, drugi pa so pobegnili proti zahodu. Kotjan je 40.000 družin povedel na Ogrsko, kjer jim je kralj Béla IV. v zameno za pokristjanjenje dal zavetišče. Po Kotanovem umoru so pobegnili z Ogrske.
Kipčaki in Kumani so po njihovem propadu postali znani kot najemniki in suženjski vojaki v evropskih državah. V Egiptu so bili med Mameluki tudi Kipčaki in Kumani.

## Jezik
V Kipčaško-kumanski plemenski zvezi se je govoril turški jezik. Mongolski etnični in jezikovni elementi niso dokazani.
Najpomembnejši ohranjen zapis kipčaškega in kumanskega jezika je  Codex Cumanicus, kipčaško-kumansko-latinski slovar iz poznega 13. stoletja. Prisotnost turško govorečih Mamelukov v Egiptu je spodbudila pisanje kipčaško/kumansko-arabskih slovarjev in slovnic, pomembnih za preučevanje več starih turških jezikov.
Ko so se člani armenske diaspore konec 13. stoletja preselili s polotoka Krima na poljsko-ukrajinska obmejna ozemlja, je bilo med njimi veliko Kipčakov, ki so govorili turški jezik. V 16. in 17. stoletju so Kipčaki v armenskih skupnostih govorili armensko-kipčaški jezik. Naseljeni so bili v okolici Lvova in Kamjanec-Podolskega, ki zdaj spadata v Ukrajino.
Zadnji ostanki kumanskega jezika so izumrli v 18. stoletju v Kumaniji na Madžarskem.

## Religija
Kipčaki so prakticirali šamanizem. Nekaj Kipčakov in Kumanov se je v 11. stoletju na spodbudo Gruzincev, zaveznikov v boju proti islamu,  spreobrnilo v krščanstvo. Veliko se jih je pokristjanilo na zahtevo gruzinskega kralja Davida IV., poročenega  s hčerko kipčaškega kana Atraka. Leta 1120 je bila ustanovljena kipčaška nacionalna krščanska cerkev z vplivno duhovščino. Po mongolski osvojitvi Gruzije je med Kipčaki v Zlati hordi postal priljubljen islam.

## Zapuščina

### Kipčaška ljudstva in jeziki
Sodobna severozahodna veja turškega jezika se pogosto omenja kot kipčaška veja. Za jezike iz te veje velja, da so nasledniki kipčaškega jezika, za ljudstva, ki jih govorijo, pa velja, da so kipčaška. Mednje se prištevajo  Karačajci, Sibirski Tatari, Nogajci, Baškirci, Kazahi, Kirgizi, Volški Tatari in Krimski Tatari. Na Krimu je tudi vas z imenom Kipčak. Kipšak je eno od ustanovnih plemen kazaške plemenske zveze  Srednja  horda. Ime Kipšak je kot priimek pojavlja tudi v Kazahstanu. Nekaj potomcev Kipčakov tvori baškirski klan Kipsak.

## Pomembne osebnosti
Kipčaška plemenska zveza
- Ajub Kan (okoli 1117). kipčaški voditelj
- Bačman (1229-1236), kipčaški voditelj ob Spodnji Volgi
- Kačir-ukule (okoli 1236), kipčaški voditelj ob Spodnji Volgi
- Kotjan (1223-1239), kipčaški voditelj

Egipt
- Al-Mansur Kalavun, mameluški sultan Egipta  (vlada 1279–1290)
- Baibars, mameluški sultan Egipta  (vlada 1260–1277)